# Ofensiva Brussílov
L'ofensiva Brussílov fou la major operació militar de l'exèrcit rus durant la Primera Guerra Mundial, i una de les batalles amb més baixes de la història. Fou una gran ofensiva llençada contra els exèrcits de les Potències Centrals al front oriental, a la Galítsia ucraïnesa, al voltant de les ciutats de Lviv, Kòvel i Lutsk. L'ofensiva rep el nom del comandant al càrrec de l'exèrcit rus a la part meridional del front, Aleksei Brussílov.

## Preparatius
L'ofensiva, inicialment prevista per al 15 de juny, fou avançada per alleugerir la pressió austrohongaresa sobre Itàlia al front de l'Isonzo. La idea inicial era que coincidís amb l'atac britànic al Somme (vegeu «Batalla del Somme»), obligant els alemanys a defensar-se alhora en els dos fronts i alleugerint la pressió alemanya sobre Verdun. D'altra banda, l'estat major rus, preocupat per la manca de nous reclutes i de material, també desitjava participar en un atac conjunt contra les potències centrals, que permetés acabar la guerra aviat. Amb aquesta finalitat Brussílov presentà el seu pla a l'Stavka el 14 d'abril, amb una proposta d'atac massiu contra les forces austrohongareses a Galítsia. L'Stavka aprovà el pla, però li denegà la possibilitat que es realitzessin atacs de suport a les zones veïnes del front, al nord i al sud del punt previst d'atac.
La manca d'entusiasme de l'Stavka era deguda en part a les tàctiques poc ortodoxes presentades per Brussílov. Amb poca superioritat numèrica, Brussílov preparà un atac amb mínimes preparacions prèvies en nombrosos punts al llarg d'una línia de front de gairebé 500 quilòmetres. Brussílov preparà l'atac amb un acurat reconeixement de les posicions austrohongareses, incloent-hi reconeixement aeri. El desplegament de les seves tropes i de l'artilleria es realitzà secretament a molt poca distància de les trinxeres austrohongareses (en alguns punt només 100 metres) i feu excavar nombrosos búnquers per amagar les tropes d'assalt a prop dels seus punts de partida.

## Desenvolupament
El 4 de juny els russos iniciaren l'ofensiva amb un atac d'artilleria molt intens però breu. El punt clau fou precisament la brevetat i precisió del bombardeig, en contrast amb els llargs bombardejos previs als atacs d'infanteria, habituals fins al moment, que donaven temps als defensors a dur reserves al front i evacuar les trinxeres de primera línia. El bombardeig aconseguí desmuntar el filferro de punxes i les bateries i metralladores austrohongareses i, gràcies a la seva brevetat, permeté que l'assalt inicial rus no trobés l'oposició de tropes de reserva ja preparades.
L'atac inicial fou un èxit i les línies austrohongareses quedaren trencades; tres dels quatre exèrcits de Brussílov pogueren avançar en un front molt ampli i en dos dies les tropes russes havien penetrat setanta-cinc quilòmetres en un front de vint quilòmetres. El gran èxit fou a causa de les dues principals innovacions de Brussílov: l'intens però breu bombardeig previ i l'ús de tropes de xoc per atacar punts febles a les línies austrohongareses i obrir zones per on pogués penetrar el gros de l'exèrcit. Aquestes tàctiques d'infiltració foren un precedent de les desenvolupades posteriorment per Oskar von Hutier al front occidental amb les Sturmtruppe.
El 8 de juny tropes russes capturaren Lutsk i els austrohongaresos es trobaven en plena retirada, amb més de 200.000 soldats presoners dels russos. En aquest moment les tropes russes havien allargat al màxim les seves línies de comunicació i subministraments i Brussílov deixà clar que no podria avançar més si no es realitzaven els atacs de suport que havia demanat. L'Stavka, però, no accedí, i això donà temps a què els alemanys i austríacs poguessin començar coordinar un contraatac. El mateix dia, el cap d'estat major alemany, Erich von Falkenhayn convencé al seu homòleg austrohongarès, Conrad von Hötzendorf, a desviar tropes del front italià per deturar l'atac rus a Galítsia. D'altra banda, els alemanys també pogueren utilitzar ràpidament el ferrocarril per dur reforços al front, procedents del front occidental, però d'aquesta manera es veien obligats a abandonar el gran atac sobre Verdun. El 18 de juny, finalment, el Stavka accedí a realitzar els atacs de suport que, nogensmenys, foren molt mal planificats i no permeteren cap avanç addicional significatiu.
El 24 de juliol el general alemany Alexander von Linsingen contraatacà al sud de Kòvel. Això convencé a Brussílov per prosseguir la seva ofensiva, que reprengué el 28 de juliol, malgrat que es trobava escàs de subministraments. El 20 de setembre, finalment, les tropes de Brussílov aconseguiren arribar als Carpats, posicions que no havien aconseguit des de les primeres setmanes de la guerra. En aquell moment el Stavka començà a transferir tropes dels atacs de suport cap a la zona principal de l'atac, malgrat l'oposició de Brussílov, ja que les noves tropes només servien per densificar inútilment el front i fer més difícils les operacions. A final de setembre totes les forces ja estaven exhaustes i l'ofensiva quedà aturada. Els subsegüents atacs russos es trobaren amb les noves tropes de reforç i ja no es basaren en les tàctiques de Brussílov ni es prepararen tan meticulosament, sinó que tornaren a les tradicionals tàctiques de bombardejos perllongats i assalts d'infanteria molt densos. A més a més, poc després, Brussílov hagué de marxar amb nombroses tropes cap a Romania.

## Resultats
L'ofensiva fou un èxit considerable des del punt de vista de les potències aliades. Complí el seu objectiu principal, ja que Alemanya hagué d'aturar el seu atac sobre Verdun i transferir un nombre important de tropes a l'est. També trencà la moral i l'organització de l'exèrcit austrohongarès, que perdé gairebé 1,5 milions de soldats, incloent-hi 400.000 presoners, i ja fou incapaç de realitzar cap gran ofensiva fins al final de la guerra. D'altra banda, però, l'èxit de l'ofensiva convencé Romania per entrar a la guerra al costat dels aliats, amb conseqüències desastroses, ja que fou fàcilment vençuda per les tropes alemanyes, austrohongareses i búlgares.
L'ofensiva causà moltes baixes a l'exèrcit rus, gairebé 500.000, però es considera la millor operació militar de l'exèrcit rus durant la Primera Guerra Mundial. Tot i així, les autoritats russes començaven a dubtar de poder guanyar la guerra després de l'esforç enorme que havia representat aquesta ofensiva. De fet, poc després, l'efectivitat de l'exèrcit imperial rus començà a davallar i mesos després començà a desintegrar-se amb nombrosos amotinaments i desercions.